# Luci della città
Luci della città (City Lights: A Comedy Romance in Pantomime) è un film muto (con la colonna sonora sincronizzata con le immagini) del 1931, scritto, prodotto, diretto e interpretato da Charlie Chaplin.
Acclamato dalla critica e da molti registi come una delle migliori pellicole mai prodotte, è tra i film più famosi di Chaplin, scelto per la preservazione nel 1991 dal National Film Registry della Biblioteca del Congresso degli Stati Uniti.

## Trama

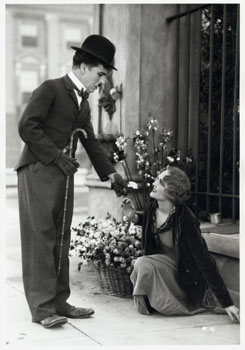
La scena dell'incontro con la fioraia

In una città statunitense si sta svolgendo una pomposa cerimonia per il disvelamento di una nuova statua: "Pace e Prosperità". Sollevato il velo una grande ilarità coglie la popolazione: sulle ginocchia della dea Giustizia stava dormendo un vagabondo senzatetto, Charlot, e le autorità cercano maldestramente di scacciarlo. Nel pomeriggio Charlot incontra una fioraia cieca che, sentendo sbattere la portiera di una Rolls-Royce mentre lui le passa davanti sul marciapiede, lo crede un milionario e gli chiede di comprare un fiore; lui ne rimane affascinato e le compra il fiore.
La stessa sera il vagabondo salva per caso un vero milionario che, ubriaco, vuole gettarsi nel fiume, e che per ringraziarlo lo porta dapprima a casa e poi in un locale per festeggiare insieme. Nel tornare a casa di mattina presto incontra nuovamente la ragazza e decide di comprare tutti i suoi fiori con l'aiuto del milionario, quindi la riaccompagna a casa con la macchina dell'amico.
Al risveglio però, il milionario muta improvvisamente umore: la sua bonomia e amicizia da ubriaco si tramutano in freddezza e indifferenza da sobrio, tanto che fa cacciare via il vagabondo. Charlot torna a passeggiare per la città: incontra la fioraia e poi, nel pomeriggio, anche il milionario di nuovo ubriaco, dal quale però non spera di trovare più aiuto, dal momento che è in partenza per l'Europa. Deciso a trovare i soldi per curare la cecità della ragazza e il suo debito d'affitto, ella lo crede sempre milionario, trova lavoro come netturbino anche se ben presto lo perderà per essere arrivato in ritardo dopo essere andato a trovarla durante la pausa pranzo.
Un uomo lo vede e gli propone di guadagnare dei soldi combattendo un incontro di boxe truccato e spartendosi la vincita, ma all'ultimo scappa perché ricercato dalla polizia, lasciando nei guai il vagabondo costretto a combattere un incontro vero.
Dopo aver perso il combattimento per k.o. sia pure valorosamente, si imbatte nuovamente nel milionario che, riconoscendolo perché brillo, lo porta a casa per festeggiare. Qui intanto sono penetrati due malviventi intenzionati a derubare il milionario, ma la solita tragicomica sequela di gag vedrà Charlot, accusato di furto, scappare con in mano i soldi che il ricco amico, poco prima di venire colpito dai due ladri, gli aveva dato per la fioraia. Arrivato dalla ragazza le consegna tutti i soldi che le consentiranno di saldare i debiti e di operarsi per riacquistare la vista. Il vagabondo la saluta con la consapevolezza che di lì a poco sarà arrestato per furto.
Qualche tempo dopo Charlot esce di prigione e cammina sconsolato per la città. La fioraia nel frattempo ha riacquistato la vista, ha aperto un bel negozio di fiori e vive nella speranza di reincontrare il suo benefattore, che è ancora convinta essere un facoltoso milionario. Davanti alla sua vetrina passa Charlot, schernito da alcuni strilloni: non lo può riconoscere, e ne ha solo pietà. Quando però lui si volta e la vede, rimane incredulo a fissarla; la fioraia esce dal negozio per offrirgli un fiore in regalo insieme a una moneta. Lui fa per fuggire ma infine accetta il fiore. Lei lo avvicina e gli prende la mano (come aveva sempre fatto) per dargli anche la moneta e così, tenendogli la mano, lo riconosce: è lui il suo benefattore. «Potete vedere ora?» le domanda il vagabondo; «Sì, ora posso vedere» risponde la donna commossa.

## Produzione
Quando nel 1929 Charlie Chaplin cominciò a pensare al suo nuovo film, il sonoro era diventato ormai pressoché irrinunciabile per qualsiasi regista dell'epoca. Sydney, fratello e manager di Chaplin, gli propose di realizzare una pellicola sonorizzata, ma questi era molto scettico rispetto alla nuova invenzione e fino al 1940, quando girò Il grande dittatore, realizzò solo film muti.
Decise infatti di continuare con il muto e di realizzare City Lights, quello che diventerà il suo film più apprezzato dalla critica. Questa volta la coprotagonista femminile sarebbe stata Virginia Cherrill, graziosa ventenne bionda, che avrebbe impersonato una fioraia cieca. Chaplin raccontò di averla conosciuta a un incontro di boxe nel 1928 e di averla scritturata immediatamente per il suo imminente lavoro.
Varie vicissitudini coinvolsero Charlie durante la realizzazione di Luci della città. Una tra le più importanti: la fioraia avrebbe dovuto scambiare il piccolo vagabondo per un milionario ma Chaplin non sapeva come ottenere tale risultato. Prima di trovare una soluzione rifece la scena svariate volte, provando i più svariati espedienti. Tale scena alla fine è divenuta la più ripetuta nella storia del cinema, per un totale di 342 ciak.

## Distribuzione
Il film fu proiettato per la prima volta il 30 gennaio 1931 a Los Angeles, presso il Los Angeles Theater. Albert Einstein andò alla prima del film negli Stati Uniti in compagnia dello stesso Chaplin. Quando gli spettatori li videro, si alzarono in piedi per applaudirli.  Diverse fonti riportano che Chaplin abbia mormorato a Einstein: "Vede, applaudono me perché mi capiscono tutti; applaudono lei perché non la capisce nessuno".

## Riconoscimenti
Nel 1998 l'American Film Institute l'ha inserito al 76º posto della classifica dei migliori cento film statunitensi di tutti i tempi e dieci anni dopo, nella lista aggiornata, è salito all'11º posto. Nel 2000 fu inserito al 38º posto delle migliori cento commedie statunitensi, nel 2002 fu inserito al 10º posto dei migliori cento film sentimentali statunitensi, nel 2006 al 33º posto dei cento film più commoventi del cinema americano e nel 2008 al primo posto delle migliori dieci commedie romantiche statunitensi dell'American Film Institute.

## Curiosità
Nel film Chaplin sconosciuto viene dato ampio spazio alla lavorazione del film. In particolare, Chaplin è accusato di essere un nevrotico perfezionista anche dai suoi collaboratori, che però avevano per lui una grande ammirazione. Anche in questo film a causa di queste sue manie gli aneddoti non mancano:
- Il film rimase in lavorazione per ben tre anni e vennero utilizzati ben 100 000 metri di pellicola, tempi inconcepibili anche per i mezzi odierni.
- Non mancarono i soliti dissidi e i licenziamenti, i più clamorosi dei quali furono sicuramente quello dell'attore scelto per la parte del milionario, Henry Clive, che rifiutatosi di buttarsi nell'acqua fredda per la scena del suicidio venne sostituito da Harry Myers; mentre l'altro riguardò la protagonista, Virginia Cherrill, che innervosì talmente Chaplin durante le riprese della scena finale che venne allontanata dal set e temporaneamente licenziata dopo aver domandato il permesso di partecipare a un party.
- Compositore delle musiche di molti suoi film, Chaplin ebbe a ridire, come sempre, con gli arrangiatori perché insistevano nel dare un'impronta più comica alla musica mentre il regista insisteva a volere un "contrappunto di grazia e delicatezza, che esprimesse il sentimento, senza il quale l'opera d'arte è sempre incompleta" (Chaplin).